# 아이아라바 IT'S ALL RIGHT
아이아라바 IT'S ALL RIGHT(愛あらばIT'S ALL RIGHT 사랑만 있다면 잇츠 올 라이트[*])는 2004년 1월 21일에 발매된 모닝구무스메의 스물한 번째 싱글이다.

## 개요
- 아베 나츠미가 참가하는 마지막 싱글이다.

- 초회한정반은 3방배 BOX 사양,[1] 포토북(52페이지)이 부록으로 수록되어 있다. 자켓 뒤는 아베 나츠미를 중심으로 15명이 늘어서 있는 디자인.

- 뮤직 비디오와 음악 프로그램 출연 의상은 베레모와 재킷, 체크 치마이다. 베레모와 재킷은 분홍색과 하늘색.

## 수록곡
1. 愛あらばIT'S ALL RIGHT
작사, 작곡 : 층쿠 / 편곡 : 고니시 다카오
2. 出来る女
작사, 작곡 : 층쿠 / 편곡 : 스즈키 슌스케
3. 愛あらばIT'S ALL RIGHT (Instrumental)

## 참여 뮤지션
※괄호는 트랙 번호
- 고니시 다카오 - 프로그래밍 (1)
- 가쓰우라 고 - 머니퓰레이터 (1)
- 사사키 시로 - 트럼펫 (1)
- 가와이 와카바 - 트럼본 (1)
- 가네코 다카히로 - 테너 색소폰 (1)
- 야마모토 고주 - 알토 색소폰 (1)
- 스즈키 슌스케 - 프로그래밍, 기타 (2)
- 스팅 미야모토 - 베이스 기타 (2)
- 나카니시 야스하루 - 해먼드 오르간 (2)
- 이나바 아쓰코 - 코러스 (2)

## 차트
- 골드 (일본 레코드 협회)
- 주간최고순위 2위 (오리콘 차트)
- 2004년 연간순위 89위 (오리콘 차트)